# Paul Béchard
Pour les articles homonymes, voir Béchard.
Paul Béchard, né le 25 décembre 1899 à Alès et mort le 26 avril 1982 à Montpellier, est un résistant et homme politique français.

## Formation
Après avoir étudié au lycée Jean-Baptiste-Dumas et dans des classes préparatoires à Nîmes[Où ?], Paul Léon Albin Béchard intègre l'École militaire de Saint-Cyr, participe aux combats de la première guerre mondiale, puis sort major de promotion. Il entre ensuite à l'École nationale de perfectionnement des officiers de réserve du service d'État-Major (ancienne École supérieure de guerre).
Il est ensuite diplômé de l'Institut Électrotechnique de Grenoble et exerce à partir de 1922 comme ingénieur avant de créer sa propre entreprise, à Alès.

## Parcours politique et engagements
Il adhère au parti socialiste SFIO vers 1926 et se présente aux élections cantonales de 1928, puis aux législatives de 1932, sans être élu.

### Dans la résistance
Mobilisé en 1939, il s'engage dans la résistance dès qu'il est rendu à la vie civile. Recherché par la police allemande dès 1942, il finit par prendre le maquis en 1944. Il rejoint ensuite la Ire armée française et sert au sein du 6e régiment d'infanterie coloniale. Il finit la guerre avec le grade de chef de bataillon et la légion d'honneur.

### Député et ministre à la Libération
Elu conseiller général du Gard en septembre 1945, il entre à l'assemblée constituante le mois suivant. Il perd son siège lors de l'élection de la deuxième constituante, mais le retrouve pour la première mandature de la IVe République (1946-1951), après la renonciation de Charles Bedos à siéger.
Après avoir été Sous-secrétaire d'État à l'Armement du gouvernement Léon Blum III du 18 décembre 1946 au 16 janvier 1947, il est nommé secrétaire d'État à la Présidence du Conseil du gouvernement Paul Ramadier I le 9 mai 1947. Lors de la nomination des membres du gouvernement Paul Ramadier II le 22 octobre 1947, il est reconduit à son poste et devient en plus secrétaire d'État à la France d'Outre-Mer le 25 octobre. Il assure ces deux fonctions jusqu'à la fin de ce gouvernement, le 19 novembre 1947. Il est, sous le gouvernement Robert Schuman I, secrétaire d'État à la Guerre du 24 novembre 1947 au 28 janvier 1948.

### Élu local et parlementaire socialiste
Elu pour la première fois maire d'Alès en 1947, il démissionne l'année suivante pour laisser ce siège à Marcel Barreau, lorsqu'il est nommé gouverneur général de l'Afrique-Occidentale française. Il quitte alors aussi l'assemblée nationale. Il prend part à la répression, parfois sanglante, du Rassemblement démocratique africain.
À son retour en métropole, il retrouve l'Assemblée nationale lors des élections législatives de juin 1951, mais échoue à conserver son mandat de conseiller général quelques semaines plus tard.
Candidat socialiste à la mairie d'Alès en 1953, sa liste obtient la majorité des sièges mais connaît des dissensions internes qui conduisent à des défections. Après une élection partielle, il retrouve finalement son mandat de maire, et le conserve jusqu'en 1965.
Durant son mandat, son action pour « moderniser » le centre-ville fut critiquée. En effet, une partie du centre historique a disparu pour laisser la place à de grandes barres HLM, modifiant en profondeur l'aspect du centre-ville d'Alès.
En décembre 1954, il fait partie des députés socialistes opposés à la Communauté européenne de défense qui sont suspendus de la SFIO pour avoir voté contre le traité de Paris et le « règlement de Londres ». En juin 1955, il se présente comme « socialiste indépendant » aux élections sénatoriales et est élu contre la candidate radicale soutenue par la SFIO. Il est alors « définitivement » exclu de la SFIO. Il est cependant réintégré dès décembre 1956.
En février 1958, il retrouve le conseil général du Gard, à la suite d'une élection cantonale partielle. La même année, il est élu député de la 4e circonscription avec comme suppléant le maire de Colognac Robert Bompard.
En novembre de cette même année, il se présente aux législatives, et malgré la poussée gaulliste, est élu. Il quitte donc le Sénat. Au Palais-Bourbon, il fait preuve d'une certaine indépendance d'esprit et ne vote pas toujours suivant les consignes de son groupe parlementaire. Il s'oppose ainsi aux pleins-pouvoirs donnés au Général de Gaulle, et appelle à voter « non » au référendum constitutionnel de 1958.
Il arrive au sommet de son influence politique en 1961, lorsqu'il est élu à la présidence du conseil général du Gard, fonction qu'il occupe jusqu'en 1973.

### Fin de carrière difficile
En septembre 1962, en pleine campagne électorale, il est victime d'un grave accident de la route. Réélu député en novembre malgré son hospitalisation, au côté du maire de Quissac Désiré Rousset, il ne peut reprendre ses activités parlementaires que deux ans plus tard.
En 1965, il est battu à Alès lors des élections municipales par la liste communiste, soutenue par le PSU, menée par Roger Roucaute, la droite locale refusant, cette fois-ci, de lui apporter son soutien au second tour.
N'étant pas arrivé en tête de la gauche au premier tour de l'élection législative de 1967, il suit la consigne nationale du parti et se retire au profit du candidat communiste. Dans cette période d'incertitude quant à l'avenir de la gauche, il se rapproche d'André Chandernagor et de son courant « Démocratie socialiste ». Il ne rejoint cependant pas le nouveau Parti socialiste créé à Épinay.
En 1973, il perd la présidence du conseil général du Gard. Lors des élections suivantes, en 1976 et 1979, il tente de retrouver le conseil général en se présentant contre un candidat investi par le PS, qui est élu.

## Controverses
Dans un ouvrage de 1993, relatif aux Servan-Schreiber, au sujet de l'épisode colonial de 1948 à 1951 de Paul Béchard, les auteurs écrivent « Alors que P. B. Gouverneur général de l’AOF dispose de trois véhicules, et sa femme de deux, alors que les 95 fonctionnaires de son cabinet doivent se partager une Simca 8, le Gouverneur général s’oppose à ce que le couple Jean-Claude Servan-Schreiber fasse venir une auto de Paris ! Trop c’est trop ! »
Ayant obtenu beaucoup de succès, politique au niveau du département du Gard et fort de l'influence qu'il y exerce il n'hésite pas à s'auto proclamer « Empereur du Gard ». Il engage de nombreux chantiers publics, dont la destruction du cœur historique de la ville d'Alès qualifié de « seule ville bombardée en période de paix » par certains tant l'étendue des travaux entrepris est grande et controversée.
Autre scandale, celui du petit village de Méjannes-le-Clap, d'où il exproprie la totalité des habitants et propriétaires dans le but d'en faire une station de tourisme vert pour attirer les « riches touristes de l'Europe du nord ». Le projet est un échec, et les propriétés issues des expropriations sont revendues pour des sommes dérisoires sans faire l'objet d'annonces.

## Décoration
- Grand officier de la Légion d'honneur (28 février 1949)[6].